# Allancastria deyrollei
Allancastria deyrollei — дневная бабочка из семейства парусников (Papilionidae).

## Описание

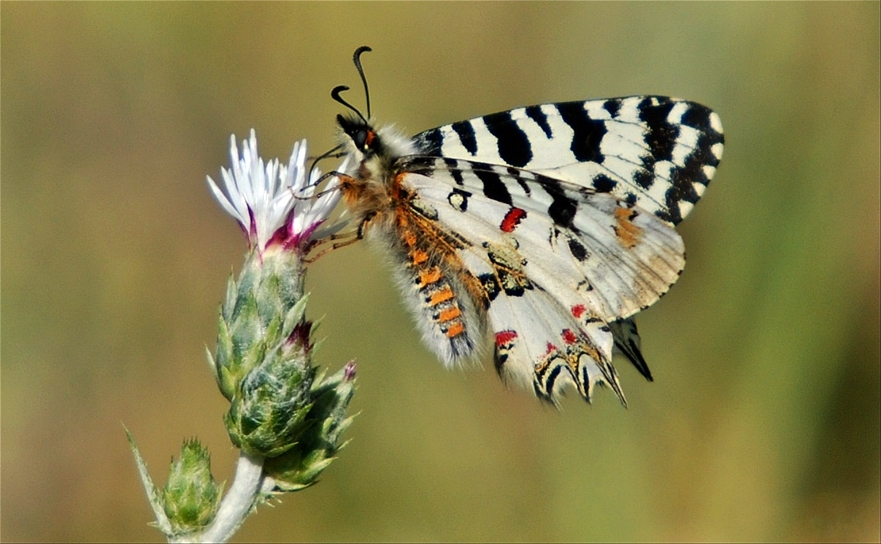

Окраска верхней стороны крыльев светло-жёлтая со сложным рисунком, образованным из чёрных, красных, голубых пятен, чёрных полей и перевязей. Бахромка крыльев пёстрая. Рисунок нижней стороны крыльев повторяет окраску верхней стороны. На задних крыльях напротив жилки М различим небольшой хвостик. Брюшко опушено светлыми волосками, по бокам с рядами треугольных пятен оранжевого цвета. Половой диморфизм проявляется в большем развитии тёмного рисунка у самок и интенсивной окраске фонового цвета крыльев.

## Ареал
Иран, Турция, Сирия, северный Ирак, Ливан, Иордания, Израиль.

## Биология
Развивается в одном поколении за год. Бабочки встречаются ранней весной. В целом время лёта в зависимости от участка ареала и погодных условия — может растягиваться. В начале первыми появляются самцы, а массовый выход самок приходится на 7—10 дней позже. Для самцов типичен поисковый тип полета, характерный для прочих горных представителей подсемейства Parnassiinae. Самки летают в поисках пищи и кормовых растений для откладывания яиц. Самки после спаривания откладывают яйца по одному, приклеивая их к нижней стороне листьев. Кормовое растение гусениц — кирказон.